# Károlyi László (báró)
Báró Károlyi László (1622. január 2. – 1689. február 28.) magyar főnemes, királyi főkomornok.

## Életrajza
Károlyi Mihály és Segnyey Borbála fia, Károlyi Ádám öccse volt.
Testvére, Ádám halála után nem sokkal Szatmár vármegye örökös főispánja lett.
1670-ben Szatmár várának magyar főkapitányává nevezték ki.
1681-es országgyűlésen – mint örökös főispánt, aranysarkantyús lovagot, királyi főkomornokot – királyi biztossá és a felső-magyarországi királyi tábla bárójává nevezték ki.
1687. augusztus 4-én örökös főispánságáról egyetlen életben maradt, Sándor nevű fia javára lemondott. Fiai közül Mihály mint főezredes, 1682-ben Thököly Imre hadai ellen harcolva a csatatéren esett el, István Zentánál, a török elleni ütközetben vesztette életét.
Leányai közül Judit Palocsay István, Krisztina Perényi János, Zsuzsanna Perényi Pál, Éva Devék-Ujfalussy András, Terézia Becsky György neje lett.
Meghalt 1689-ben.
Első felesége Csapy Judit, második felesége Sennyey Erzsébet volt.